# Corporación Boliviana de Fomento
La Corporación Boliviana de Fomento (CBF) fue una sociedad anónima creada por el Gobierno de Bolivia en 1942. Esta fue creada a partir de las recomendaciones de la misión norteamericana en Bolivia conocida como el Plan Bohan como un medio para controlar la empresa y asegurar la recuperación de los empréstitos comprometidos al gobierno boliviano.

## Historia

### Antecedentes
Para los años treinta y cuarenta del siglo XX, periodo de entreguerras, el mundo lidió con los desajustes económicos acontecidos en 1929 por la Gran Depresión. Estados Unidos empezó a ejercer su influencia en los países del continente americano, con el fin de suplantar la relación de dependencia entre las naciones de Centro y Sudamérica con centros de influencia europea que habían implantado sus intereses sin problemas a lo largo del siglo XIX.
Frente a aquella dinámica de los contextos históricos y movimiento de la geopolítica, los países de América del Sur preveían que al finalizar la Segunda Guerra Mundial, la crisis en la región sería inevitable si no se lograba un equilibrio con la contribución a los sectores productivos.
Es por eso que el gobierno estadounidense invitó al presidente de Bolivia, Enrique Peñaranda, a la mesa de los aliados de la Segunda Guerra Mundial, con el propósito de negociar la provisión de estaño a ese país, estratégico para la producción de armas durante ese periodo y del cual Bolivia poseía grandes depósitos. A partir de ello los Estados Unidos inyectó recursos económicos en diferentes planes, programas y proyectos de cooperación con Bolivia. El 1 de agosto de 1941 se delinearon las bases de un programa de cooperación económica entre los Estados Unidos y Bolivia, denominada como  “Misión Económica de los Estados Unidos a Bolivia”, donde el embajador de Bolivia, Luis Fernando Guachalla, suscribió el memorándum de Cooperación Económica mediante la Ley Pública 63.

### Creación
En el marco de la visita de la misión estadounidense en Bolivia, el 11 de septiembre de 1942 se suscribió el Pacto Social entre Carlos Guachalla, Joseph A. Inslee, José Crespo G., Rowland Eggor, Rex Townsend y Jorge Muñoz Reyes. Fue así que se creó la Corporación Boliviana de Fomento (CBF) como sociedad anónima con oficinas principales en La Paz, la sede de gobierno de Bolivia. El objetivo de la CBF fue el desarrollo y explotación de los recursos naturales de Bolivia, así como el desarrollo e incrementación de la agricultura, la minería, los petróleos, los bosques, de la industria y comercio en general de los transportes, así como la construcción y obras públicas.
Posteriormente, el 14 de septiembre de ese año, se promulgó la Resolución Suprema que reconoció la personería jurídica de la CBF, aprobó sus estatutos y autorizó el aporte de 15.500.500 USD. En otra Resolución Suprema del mismo día se autorizó a representantes del gobierno boliviano la suscripción de un convenio ad-referéndum con la CBF, donde también se señalaba que la CBF debería vender el 95 % de sus acciones de capital al gobierno boliviano y el resto de entidades bolivianas de beneficio social.

### Disolución
El 6 de agosto de 1985, Víctor Paz Estenssoro del partido MNR juró como presidente, sucediendo a Hernán Siles Zuazo, de la alianza Unidad Democrática y Popular (UDP).
El 29 de agosto de 1986 desapareció la CBF, disuelta por el gabinete de Víctor Paz mediante el Decreto Supremo 21060, en el marco de la denominada “Nueva Política Económica”.

## Proyectos
La CBF intervino e impulsó varios proyectos de importancia económica en diferentes regiones de Bolivia. Entre algunos de sus proyectos más importantes se encuentran la construcción y ampliación de:
- Proyecto Alto Beni
- Ingenio azucarero Guabirá
- Ingenio azucarero de Bermejo
- Planta industrializadora de leche de Cochabamba
- Planta industrializadora de leche de La Paz
- Planta industrializadora de leche de Tarija
- Fábrica de aceites de Villamontes

Hasta 1970, la CBF administraba y dirigía 13 proyectos y empresas, para luego extenderse desde 1971 hasta administrar 23 proyectos y empresas.